# Saison 1993-1994 de snooker
Navigation
1992-1993 1994-1995
La saison 1993-1994 de snooker est la 26e saison de snooker. Elle regroupe 24 tournois organisés par la WPBSA entre le 1er août 1993 et juin 1994.

## Nouveautés
- Le challenge d'Europe est déplacé de Waregem en Belgique à Épernay et la ligue d'Europe de Bristol en Angleterre à Bingen am Rhein en Allemagne.
- Le Masters de Belgique, le Masters d'Inde, le World Matchplay, le challenge Nescafe Extra et le championnat d'Irlande ne sont pas reconduits.
- L'Open de Thaïlande succède à l'Open d'Asie.

## Calendrier
| C = Tournoi classé (professionnel)              |
| NC = Tournoi non classé (professionnel)         |
| P/A = Tournoi pro-am (professionnel et amateur) |

| Dates (mois-jour) | Dates (mois-jour) | Tournoi                            | Lieu            | Site                             | Cat. | Vainqueur         | Finaliste         | Score | Références |
| 08–01             | 08–01             | Pot Black                          | Birmingham      | Pebble Mill Studios              | NC   | Steve Davis       | Mike Hallett      | 2–0   | [ 1 ]      |
| 08–??             | 08–??             | Challenge d'Europe                 | Épernay         |                                  | NC   | Stephen Hendry    | Tony Drago        | 5–3   | [ 2 ]      |
| 09–22             | 09–26             | Masters d'Écosse                   | Motherwell      | Civic Centre                     | NC   | Ken Doherty       | Alan McManus      | 10–9  | [ 3 ]      |
| 10–04             | 10–10             | Classique de Dubai                 | Dubai           | Al Nasr Stadium                  | C    | Stephen Hendry    | Steve Davis       | 9–3   | [ 4 ]      |
| 10–18             | 10–31             | Grand Prix                         | Reading         | The Hexagon                      | C    | Peter Ebdon       | Ken Doherty       | 9–6   | [ 5 ]      |
| 10-??             | 10-??             | Tournoi Pontins pro-am (automne)   | Prestatyn       | Pontins                          | P/A  | Peter Lines       | Andrew Hannah     | 5-1   |            |
| 11–06             | 11–10             | Championnat Benson & Hedges        | Glasgow         | Masters Club                     | NC   | Ronnie O'Sullivan | John Lardner (en) | 9–6   | [ 6 ]      |
| 11–??             | 11–??             | Championnat de Merseyside          | Liverpool       | Billiards & Snooker Club         | NC   | Dave Harold       | Tony Rampello     | 5-3   | [ 6 ]      |
| 11–12             | 11–28             | Championnat du Royaume-Uni         | Preston         | Preston Guild Hall               | C    | Ronnie O'Sullivan | Stephen Hendry    | 10–6  | [ 7 ]      |
| 12–12             | 12–19             | Open d'Europe                      | Anvers          | Arenahal                         | C    | Stephen Hendry    | Ronnie O'Sullivan | 9–5   | [ 8 ]      |
| 12–??             | 12–??             | Coupe du roi                       | Bangkok         | Channel 9 Auditorium             | NC   | James Wattana     | Darren Morgan     | 8–3   | [ 9 ]      |
| 01–30             | 02–05             | Open du pays de Galles             | Newport         | Newport Centre                   | C    | Steve Davis       | Alan McManus      | 9–6   | [ 10 ]     |
| 02–06             | 02–13             | Masters                            | Londres         | Wembley Conference Centre        | NC   | Alan McManus      | Stephen Hendry    | 9–8   | ,          |
| 02–13             | 02–19             | Open international                 | Bournemouth     | Bournemouth International Centre | C    | John Parrott      | James Wattana     | 9–4   | ,          |
| 02–18             | 02–27             | Challenge Strachan : épreuve 1     | Aldershot       | Jimmy White Snooker Lodge        | NC   | Anthony Hamilton  | Andy Hicks        | 9–4   | [ 15 ]     |
| 02-??             | 02-??             | Open d'Autriche                    | Wels            | BRP Hall                         | P/A  | Mike Henson       | Robert Burda      |       |            |
| 03–04             | 03–16             | Open de Thaïlande                  | Bangkok         | Imperial Queens Park Hotel       | C    | James Wattana     | Steve Davis       | 9–7   | [ 16 ]     |
| 03–12             | 03–20             | Challenge Strachan : épreuve 2     | Leicester       | Willie Thorne Snooker Lodge      | NC   | Anthony Hamilton  | Paul Davies       | 9–4   | [ 15 ]     |
| 03–20             | 03–27             | Masters d'Irlande                  | Kill            | Goff's                           | NC   | Steve Davis       | Alan McManus      | 9–8   | ,          |
| 03–30             | 04–07             | Open de Grande-Bretagne            | Plymouth        | Plymouth Pavilions               | C    | Ronnie O'Sullivan | James Wattana     | 9–4   | [ 19 ]     |
| 04–16             | 05–02             | Championnat du monde               | Sheffield       | Crucible Theatre                 | C    | Stephen Hendry    | Jimmy White       | 18–17 | [ 20 ]     |
| 05–07             | 05–14             | Tournoi Pontins professionnel      | Prestatyn       | Pontins                          | NC   | Ken Doherty       | Nigel Bond        | 9–5   | [ 21 ]     |
| 01–??             | 05–29             | Ligue d'Europe                     | Bingen am Rhein | Atlantis Rheinhotel              | NC   | Stephen Hendry    | John Parrott      | 10–7  | [ 22 ]     |
| 06-??             | 06-??             | Tournoi Pontins pro-am (printemps) | Prestatyn       | Pontins                          | P/A  | Wayne Brown       | Graeme Dott       | 7-3   |            |

## Classement mondialen début et fin de saison

### Classement après lechampionnat du monde 1993
| Rang | Évol.         | Joueur            |
| 1    | en stagnation | Stephen Hendry    |
| 2    | 2             | John Parrott      |
| 3    | en stagnation | Jimmy White       |
| 4    | 2             | Steve Davis       |
| 5    | 1             | Neal Foulds       |
| 6    | 5             | Terry Griffiths   |
| 7    | 13            | James Wattana     |
| 8    | 3             | Gary Wilkinson    |
| 9    | 12            | Nigel Bond        |
| 10   | 3             | Steve James       |
| 11   | 2             | Dennis Taylor     |
| 12   | 2             | Martin Clark (en) |
| 13   | 28            | Alan McManus      |
| 14   | 1             | Alain Robidoux    |
| 15   | 2             | Willie Thorne     |
| 16   | 17            | Darren Morgan     |

### Classement après lechampionnat du monde 1994
| Rang | Évol.         | Joueur            |
| 1    | en stagnation | Stephen Hendry    |
| 2    | en stagnation | John Parrott      |
| 3    | en stagnation | Jimmy White       |
| 4    | en stagnation | Steve Davis       |
| 5    | 2             | James Wattana     |
| 6    | 7             | Alan McManus      |
| 7    | 8             | Willie Thorne     |
| 8    | 2             | Terry Griffiths   |
| 9    | en stagnation | Nigel Bond        |
| 10   | 6             | Darren Morgan     |
| 11   | 10            | Ken Doherty       |
| 12   | en stagnation | Martin Clark (en) |
| 13   | 3             | Steve James       |
| 14   | 9             | Neal Foulds       |
| 15   | 4             | Dennis Taylor     |
| 16   | 16            | David Roe (en)    |